# Senderos Europeos de Gran Recorrido

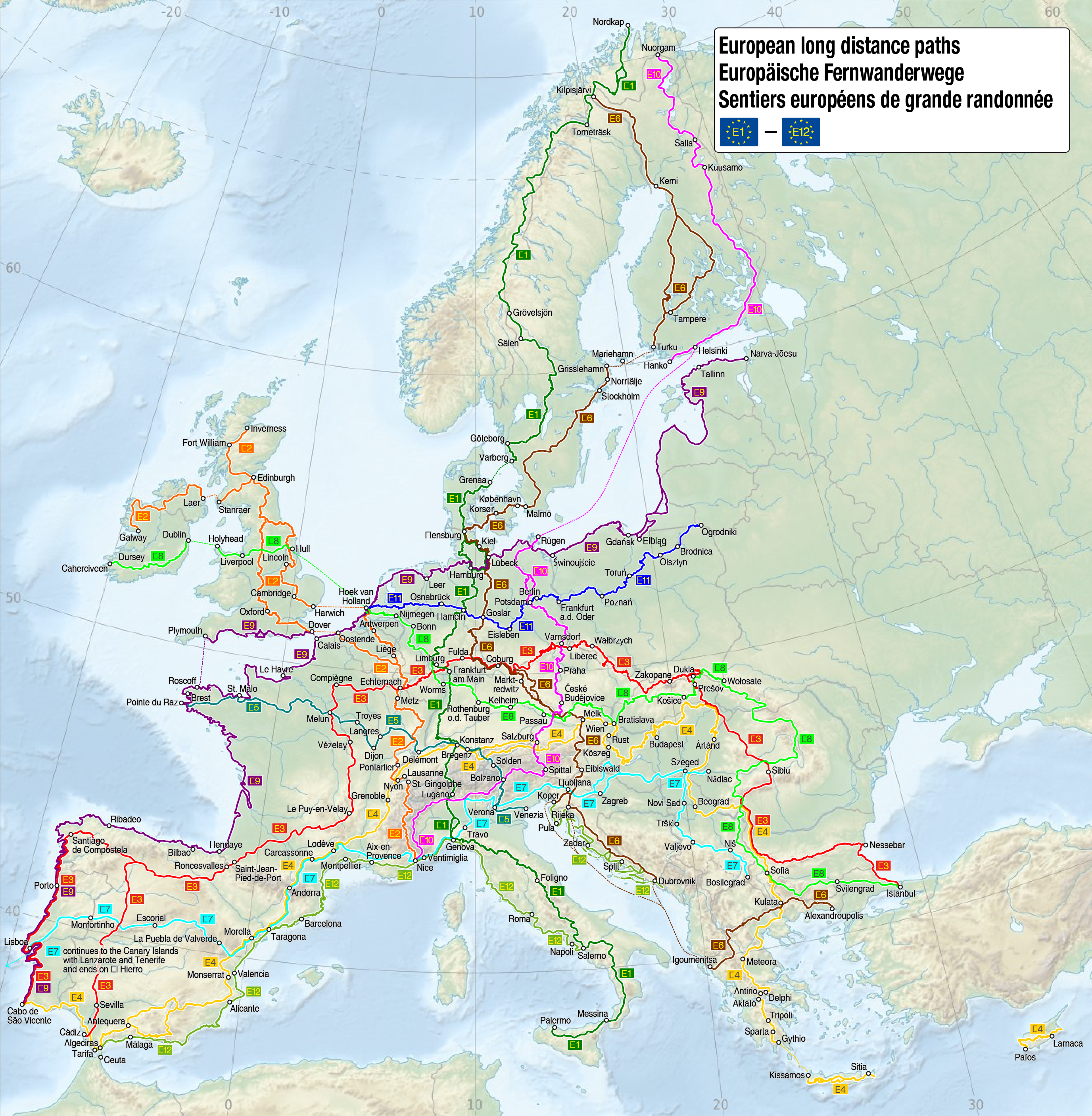
Mapa de la Red Europea de Senderos.

Los Senderos Europeos de Gran Recorrido son una red de senderos existentes en Europa. Están formados por la conexión de los senderos de Gran Recorrido (GR) de diferentes países y constituyen una propuesta de itinerarios señalizados basándose en una misma normativa que regula dicha señalización. Son competencia de la Asociación Europea de Senderismo, que regula y determina las características de la red.

## Senderos
- E-1: Cabo Norte (Noruega) - Scapoli (Italia).
- E-2: Stranraer (Escocia) - Niza (Francia).
- E-3: Estambul (Turquía) - Santiago de Compostela (España).
- E-4: Tarifa (España) - Creta (Grecia).
- E-5: Punta du Raz (Francia) - Verona (Italia).
- E-6: Golfo de Botnia (Finlandia) - Alejandrópolis (Grecia).
- E-7: Idanha-a-Nova (Portugal) - Nagylak (Hungría).
- E-8: Cork (Irlanda) - Mezek (Bulgaria).
- E-9: Cabo de San Vicente (Portugal) -  Narva-Jõesuu (Estonia).
- E-10: Rügen (Alemania) - Tarifa (España).
- E-11: Deventer (Holanda) - hasta la frontera entre Polonia y Lituania.
- E-12: Croacia - Italia - Francia - España - Eslovenia